# 970-ті
Раннє Середньовіччя •  Епоха вікінгів •  Золота доба ісламу •  Реконкіста

## Події
На початку десятиліття київський князь Святослав Хоробрий, захопивши частину Болгарії, пішов війною на Візантію, але зазнав поразки, що змусило його вкласти з візантійцями мирний договір. Повертаючись у Київ 972 року, він потрапив у засідку й загинув від рук печенігів. Після загибелі батька в Києві став правити Ярополк Святославич. 977 року між ним та його братом Олегом виникла міжусобиця. При облозі Вручія Олег загинув. Інший брат, Володимир утік у Скандинавію і зібрав там військо з варягів, що дозволило йому змістити Ярополка 978 або 980 року, а потім і вбити його.
Відбивши напад русів, Візантія захопила східну частину Болгарії й полонила царя Бориса II та його брата Романа. Вона також вела доволі успішні війни з роздробленими арабами у Сирії та Малій Азії. 976 року владу в імперії захопив Василій II Болгаробійця, змістивши Іоанна Цимісхія.
Болгари втратили східну частину свого царства, але на території Македонії сформувалося Західне Болгарське царство, де владу захопив цар Самуїл. Втікаючи з візантійського полону, загинув цар Болгарії Борис II, а його брата Романа кастровано, тому він не міг бути царем. Самуїл спочатку ділив владу з трьома братами, але до 980 року всі вони загинули.
Імператор Священної Римської імперії Оттон I Великий помер 973 року. Йому успадкував син Оттон II, якому довелося вести боротьбу проти феодалів-бунтівників. 976 року відбулися зміни в адміністративному поділі Священної Римської імперії. Засновано герцогство Велика Карантанія, Леопольд Бабенберг став маркграфом Східної марки, що може вважатися початком історії Австрії.
Фатіміди утвердилися в Єгипті й вели війну в Сирії з Газневідами, карматами й візантійцями. Ат-Таї став аббасидським халіфом. У Кордовському халіфаті Аль-Хакама II змінив Хішам II, за якого влада значною мірою перебувала в руках Аль-Мансура.
У Китаї династія Сун і далі збирала під своєю владою території, завойовуючи незалежні ванства. Була підкорена Південна Тан, Уюе, але кидані з Ляо зуміли дати військам Сун відсіч.